# Condado de Goochland
O Condado de Goochland é um dos 95 condados do estado americano de Virgínia. A sede do condado é Goochland, e sua maior cidade é Goochland. O condado possui uma área de 751 km² (dos quais 14 km² estão cobertos por água), uma população de 16 863 habitantes, e uma densidade populacional de 23 hab/km² (segundo o censo nacional de 2000). O condado foi fundado em 1727. Faz parte da região metropolitana de Richmond.